# Casinaria ajanta
Casinaria ajanta är en stekelart som beskrevs av Maheshwary och Gupta 1977. Casinaria ajanta ingår i släktet Casinaria och familjen brokparasitsteklar. Inga underarter finns listade.